# إبراهيم بن عبد الله بن الجنيد
أبو إسحاق إبراهيم بن عبد الله بن الجنيد الختلي. إمام ثقة من أئمة الحديث، له جموع وتواليف ورحلة واسعة، قال الخطيب: الختلي، صاحب كتب الزّهد والرّقائق، بغدادي سكن سرّ من رأى وحدّث بها، وعنده عن يحيى بن معين سؤالات كثيرة الفائدة تدلّ على فهمه، وكان ثقة. بقي إلى قرب سنة سبعين ومائتين. ذكره ابن أبي يعلى في طبقات الحنابلة، ومن مؤلفاته كتاب الزهد والرقائق.

## روايته للحديث
- سمع: أبا نعيم، وسعيد بن أبي مريم، وسليمان بن حرب، وأبا الوليد، وأبا جعفر النفيلي، وعمر بن مرزوق، ويحيى بن بكير، ويحيى بن معين، وله عنه سؤالات مفيدة .
- حدث عنه: أبو العباس بن مسروق، ومحمد بن القاسم الكوكبي، وأبو بكر الخرائطي السامري، وأحمد بن محمد الآدمي، وجماعة .
- الجرح والتعديل: قال ابن حجر العسقلاني : ثقة. وقال الخطيب البغدادي : ثقة. وقال الذهبي : الشيخ الإمام الحافظ.[3]